# Cratojoppa maculiceps
Cratojoppa maculiceps là một loài tò vò trong họ Ichneumonidae.